# Ninazu
Ninazu eller Azael, Ninurta, Ninib, Asaluhi var en gud inom Mesopotamisk mytologi. Ninazu var son till Enlil och Ninlil och fader till Ningizzida.
Han förekommer främst i samband med jordbruk.